# 芦別市立芦別中学校
芦別市立芦別中学校（あしべつしりつあしべつちゅうがっこう）は、北海道芦別市北6条東1丁目にある公立（市立）の中学校である。地元では、芦中（あしちゅう）と呼ばれている。

## 沿革
1947年 （昭和22年）5月1日 学制改革によって創立される。同年高根分校（後の高根中学校）と油谷分校（後の油谷中学校）の2つの分校も設けられた。本校は芦別小学校と併設の形であり、6学級、生徒数は250名であった。1949年（昭和24年）に中学校単独の校舎が設けられたが、全生徒は収容しきれず、その後も段階的に拡張が続けられた。単独校としての体制が整ったのは1950年（昭和25年）10月になってからのことであった。
1957年（昭和32年）に開校10周年を迎えた。この時点では19学級、生徒数976名で、校舎の狭さが問題になっていた。1960年（昭和35年）、1961年（昭和36年）と増築され、1966年（昭和41年）11月15日には新校舎が完成した。